# 국제 관계 (1814년-1919년)

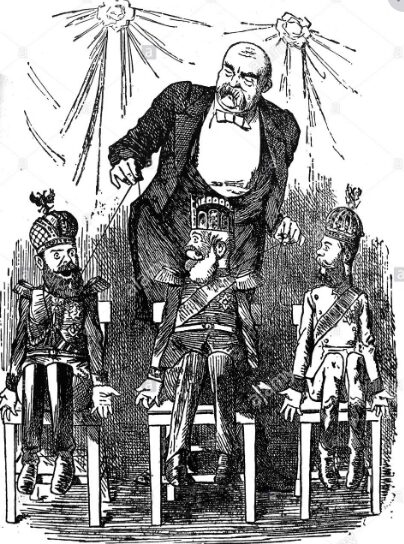
러시아 제국의 알렉산드르 3세, 독일 제국의 빌헬름 1세, 오스트리아-헝가리 제국의 프란츠 요제프 1세 등 3명의 황제를 복화술사의 꼭두각시 인형처럼 조종하고 있는 비스마르크를 그린 풍자 만화. 1884년 존 테니얼의 작품으로 《펀치》(Punch)에 기고되었다.

국제 관계 (1814년-1919년)(영어: international relations (1814-1919))는 1814년부터 1919년까지의 강대국의 국제 관계, 그리고 보다 일반적으로는 세계 외교 관계를 다룬다. 이 시대는 나폴레옹 전쟁과 빈 회의(1814년-1815년)가 끝난 후부터 제1차 세계 대전과 파리 강화 회의(1919년-1920년)가 끝날 때까지의 기간을 포함한다.

## 같이 보기
- 국제 관계
- 국제 관계 (1648년-1814년)
- 국제 관계 (1919년-1939년)
- 국제 관계 (1989년 이후)

## 주해
1. ↑  소국의 국제 관계는 해당 국가의 역사 문서에서 다룬다.